# Tatrzańskie (quận ở Bydgoszcz)
Sự phát triển Tatrzańskie là một phần của khu vực Fordon thuộc Bydgoszcz, Ba Lan, nằm trên sông Vistula. Nó đã được đưa vào Bydgoszcz kể từ ngày 1 tháng 1 năm 1973. Phát triển nhà ở bắt đầu từ những năm 1980. Có dịch vụ xe buýt trong khu vực, bao gồm Chợ Tatra. Tên đường phố được dựa trên các vật thể liên quan đến dãy núi Tatra.

## Trường học
- Trường tiểu học số 9
- Trường tiểu học số 67
- Trung học cơ sở 2
- Anh em học sinh